# Woro (Kepoh Baru)
Woro is een bestuurslaag in het regentschap Bojonegoro van de provincie Oost-Java, Indonesië. Woro telt 2359 inwoners (volkstelling 2010).